# Ljustjärnen (Ockelbo socken, Gästrikland, 675078-153759)
Ljustjärnen är en sjö i Ockelbo kommun i Gästrikland och ingår i Gavleåns huvudavrinningsområde.